# Mały lord (anime)
Mały lord  / Mały lord Fauntleroy (jap. 小公子セディ Shōkōshi Sedi) – japoński serial anime wyprodukowany w 1988 roku przez Nippon Animation. Serial należący do cyklu World Masterpiece Theater. Zrealizowany na podstawie powieści Frances Hodgson Burnett Mały lord wydanej w 1886 roku.

## Opis fabuły
Akcja serialu toczy się w latach 30. XX wieku. Mały Cedie po śmierci ojca przeprowadza się wraz z matką z Nowego Jorku do Anglii. Ponieważ teraz jest jedynym spadkobiercą hrabstwa, którym rządzi jego dziadek. Izoluje go od matki, by wychować go na swój wzór. Ostatecznie, dzieje się odwrotnie. Mały pozytywnie szokuje służbę, traktując wszystkich jak przyjaciół, wprowadza trochę amerykańskiego stylu bycia. A nawet organizuje mecz bejsbolowy. Zgorzkniały i stary lord powoli staje się kochającym życie filantropem i godzi się ze swoją synową.

## Wersja polska
W Polsce serial był emitowany na kanałach TVP2, TV Polonia, Porion i Twoja Miejska TV z polskim dubbingiem.
Wersja polska:

Reżyseria:

Dialogi: Dariusz Dunowski

Dźwięk i montaż:

Kierownictwo produkcji:

Udział wzięli:
- Aleksandra Rojewska - Cedryk (Cedie)

Piosenkę tytułową śpiewali:

### Wersja VHS
Mały Lord - film pełnometrażowy (zmontowany z odcinków serialu) 
- Dystrybucja VHS: Eurocom[3][5] z polskim dubbingiem[4]

## Wersja japońska

### Obsada (głosy)
- Ai Orikasa - Cedie
- Shinji Ogawa - James (ojciec Cedryka)
- Tomoko Munakata - Annie (matka Cedryka)
- Takeshi Watabe - Hrabia Dorincourt (dziadek Cedryka)
- Banjou Ginga - Rex
- Bin Shimada - Wilkins
- Daisuke Gōri - Nyuwick
- Eiko Masuyama - Mina
- Eiko Yamada - Jane
- Hiroyuki Shibamoto - Dick
- Ichirô Nagai - Harry
- Kazue Ikura - Eric
- Kôichi Kitamura - Jefferson
- Mie Suzuki - Peter
- Minami Takayama - Roi
- Mitsuko Horie - Cokie
- Naoko Matsui - Bridgett
- Osamu Saka - Havisham
- Rei Sakuma - Catherine
- Reiko Kondou - Tom
- Rihoko Yoshida - Sara
- Toshiya Ueda - Hobbs
- Yuko Mita – Mickey
- Tomomichi Nishimura

### Muzyka
- Opening:

Bokura no Sedi (jap. ぼくらのセディ)
- Ending:

Dare ka wo Aisuru Tameni (jap. 誰かを愛するために)